# Neoheteromastus lineus
Neoheteromastus lineus är en ringmaskart som beskrevs av Hartman 1960. Neoheteromastus lineus ingår i släktet Neoheteromastus och familjen Capitellidae. Inga underarter finns listade i Catalogue of Life.